# Gefecht bei Roßbrunn
Dermbach/Rossdorf/Zella/Wiesenthal – Kissingen/Hammelburg – Laufach/Frohnhofen – Aschaffenburg – Hundheim – Tauberbischofsheim – Werbach – Helmstadt/Uettingen – Gerchsheim – Uettingen/Roßbrunn/Hettstadt
Das Gefecht bei Roßbrunn war das letzte Gefecht des Mainfeldzugs im Deutschen Krieg von 1866. Es fand am 26. Juli 1866 bei Roßbrunn, Uettingen und Hettstadt statt.

## Geschichte
Prinz Karl von Bayern, der Oberbefehlshaber der westdeutschen Armee des Deutschen Bundes, plante für den 16. Juli eine Offensive des VII. und VIII. Bundeskorps gegen die preußische Mainarmee unter Edwin von Manteuffel.
Die kriegsentscheidende Schlacht bei Königgrätz in Böhmen war allerdings bereits am 3. Juli 1866 von den Preußen gewonnen worden, doch es wurde auch in Frankfurt am Main, Aschaffenburg, Tauberbischofsheim, Gerchsheim, Bad Kissingen, Hammelburg, Roßbrunn, Mädelhofen, Uettingen und Hettstadt weitergekämpft.
Das VIII. Korps war jedoch nicht mehr kampfbereit und zog sich Richtung Würzburg zurück. Prinz Karl wollte zumindest das Plateau bei Hettstadt und damit Würzburg halten, um dadurch die Verhandlungsposition Bayerns in den anstehenden Friedensverhandlungen nicht weiter zu schwächen.

## Verlauf

### Kämpfe bei Uettingen und Roßbrunn
Siehe auch: Gefechte bei Uettingen
Die 2. kombinierte Infanteriebrigade der preußischen Division Flies unter Generalmajor von Korth hatte noch spät am 25. Juli Uettingen mit zwei Bataillonen besetzt und mit dem Gros westlich des Dorfes Nachtquartier bezogen.
Bei Roßbrunn waren die bayerische 2. Division unter Generalleutnant Maximilian von Feder und die bayerische 4. Division unter Generalleutnant Jakob von Hartmann aufgestellt. Der gesamte Rest der Bayerischen Armee war dahinter zwischen Hettstadt und Waldbrunn konzentriert.
Bereits um 4 Uhr morgens attackierten Einheiten des bayerischen 5. Infanterie-Regiments die Preußen in Uettingen.
Generalmajor von Korth ließ auf der linken Flanke den Kirchberg durch das 4. Posensche Infanterie-Regiment Nr. 59 stürmen. Einheiten des bayerischen 5. und 13. Infanterie-Regiments sowie des 8. Jägerbataillons verteidigten den Kirchberg, konnten ihn aber nicht halten und mussten unter namhaften Verlusten zunächst auf den Hessnert zurückweichen.
Das Magdeburgische Füsilier-Regiment Nr. 36 unter Oberst von Thile erstürmte auf der rechten Flanke den Osnert, wobei erhebliche Verluste (darunter zwei Bataillonskommandeure) zu verzeichnen waren. Einheiten des bayerischen 7. und des 10. Infanterie-Regiments hatten vergeblich versucht den Berg zu halten.
Den Preußen gelang es die Höhen (Kirchberg, Osnert, Heiligenberg) bei Uettingen, die das Dorf und die Straße nach Würzburg beherrschten, einzunehmen, nachdem die Bayern den Heiligenberg geräumt hatten.
Im Zentrum fand ein Artillerieduell statt, wobei hier die Preußen erst Fortschritte erzielen konnten, nachdem die beiden flankierenden Berge erobert waren. Gegen 10 Uhr räumten die Bayern ihre Position bei Roßbrunn und nahmen auf dem Plateau von Hettstadt eine neue Stellung ein.

### Reitergefecht bei den Hettstädter Höfen
Preußische Kavallerie unter Oberst Thassilo Krug von Nidda erkundete das Terrain, wobei eine kleinere Einheit ins Gefecht mit bayerischer Kavallerie kam. Bei der Verfolgung der Bayern geriet die Einheit in das Infanteriefeuer der Bayern und hatte erhebliche Verluste. Oberst Nidda machte nun mit seiner ganzen Brigade von acht Eskadronen einen neuen Angriff und warf die bayerische Reiterei zunächst zurück. Daraufhin warfen die Bayern vier Kavallerieregimenter (drei Kürassier- und ein Ulanenregiment) in das Gefecht und schlugen die Preußen in die Flucht. Das letzte Feldgefecht auf der Markung des Hettstadter Hofes endete unentschieden, gilt aber als Erfolg der Bayern im von den Preußen gewonnenen Krieg.

## Gedenken
Auf dem Friedhof von Uettingen wurden mehrere Denkmale für die Gefallenen der preußischen Regimenter und der bayrischen 4. Division errichtet.

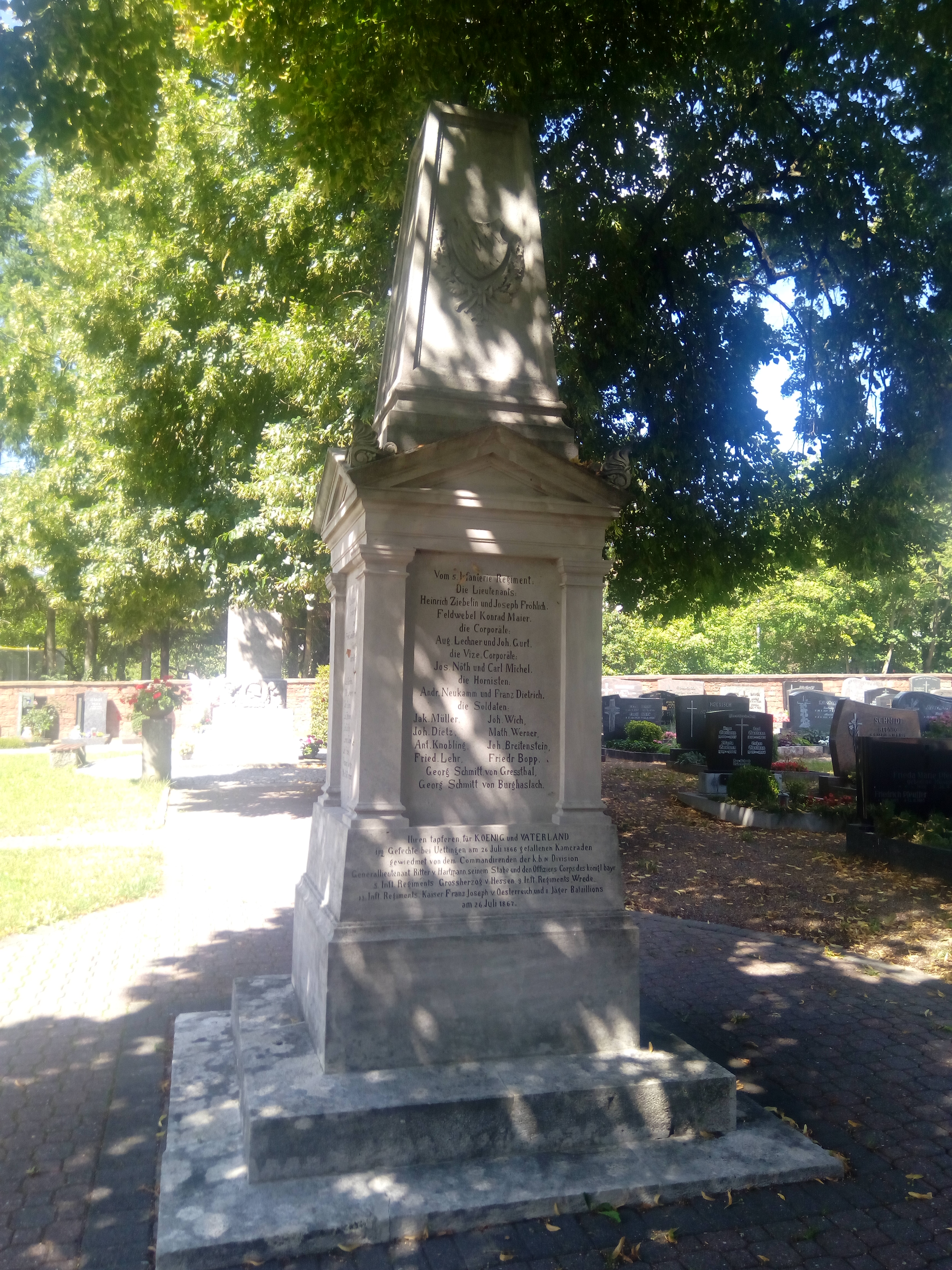
Denkmal für die Gefallenen des 5. königlich bayrischen Infanterie-Regiments und des 8. königlich bayrischen Jägerbataillons
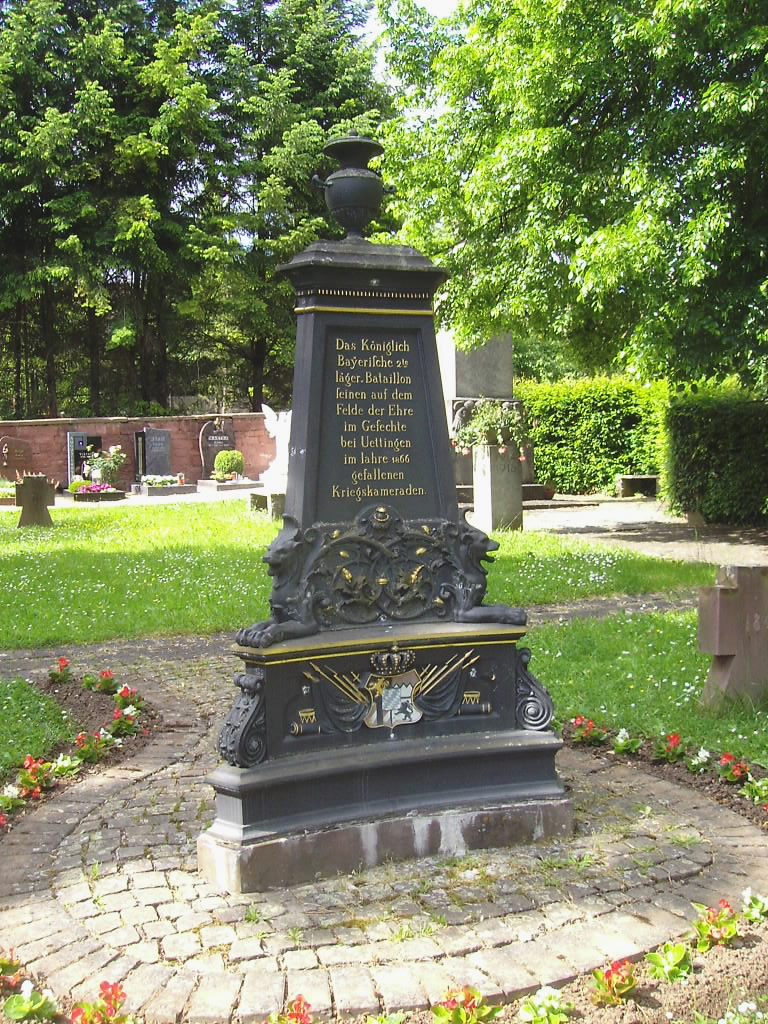
Denkmal für die Gefallenen des bayerischen 2. Jägerbataillons auf dem Friedhof zu Uettingen
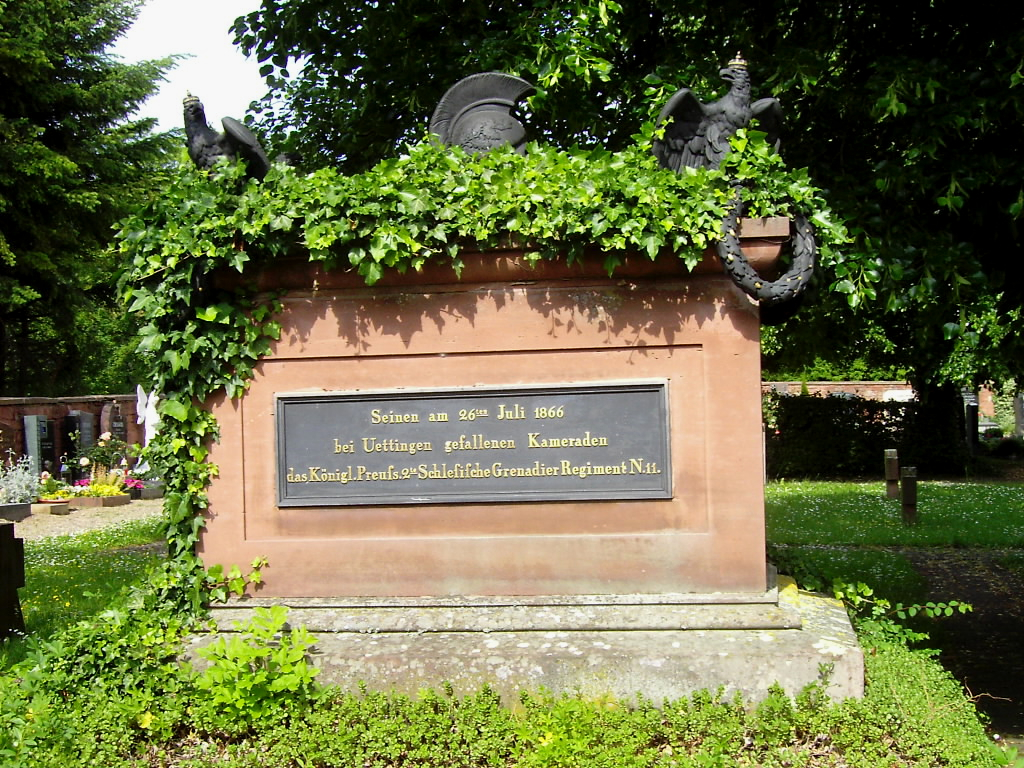
Denkmal für die Gefallenen des preußischen Grenadier-Regiments № 11 (2. Schlesisches) auf dem Friedhof zu Uettingen
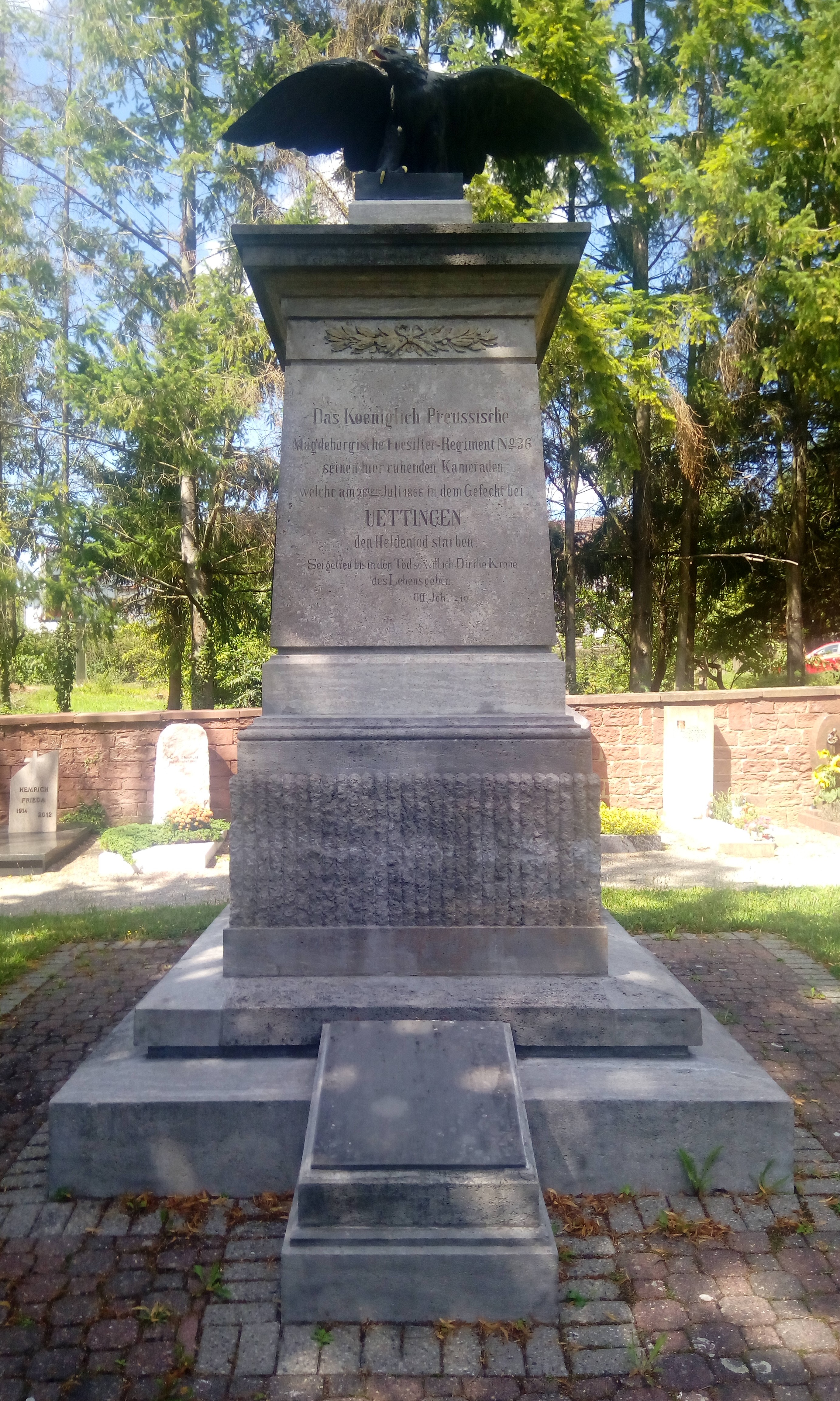
Denkmal für die Gefallenen des Magdeburgischen Füsilier-Regiments № 36 auf dem Friedhof Uettingen
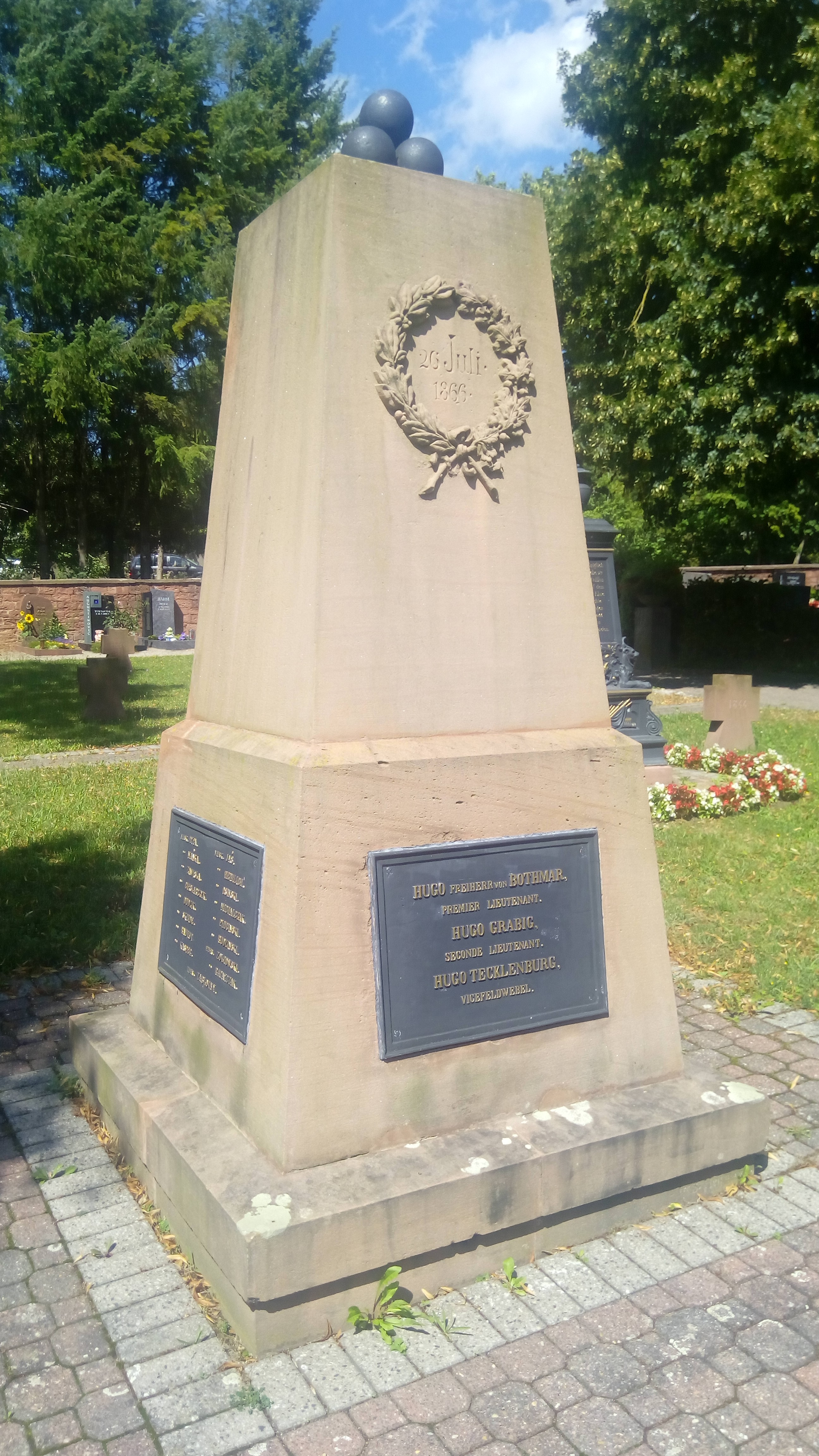
Denkmal für die Gefallenen des 4ten Posenschen Infanterie-Regiments № 59 auf dem Friedhof Uettingen

Für die Gefallenen der königlich bayrischen Infanterie-Regimenter 4, 7 und 10 wurde ein Denkmal in Kreuzform auf dem Vogelsberg südlich von Roßbrunn errichtet.

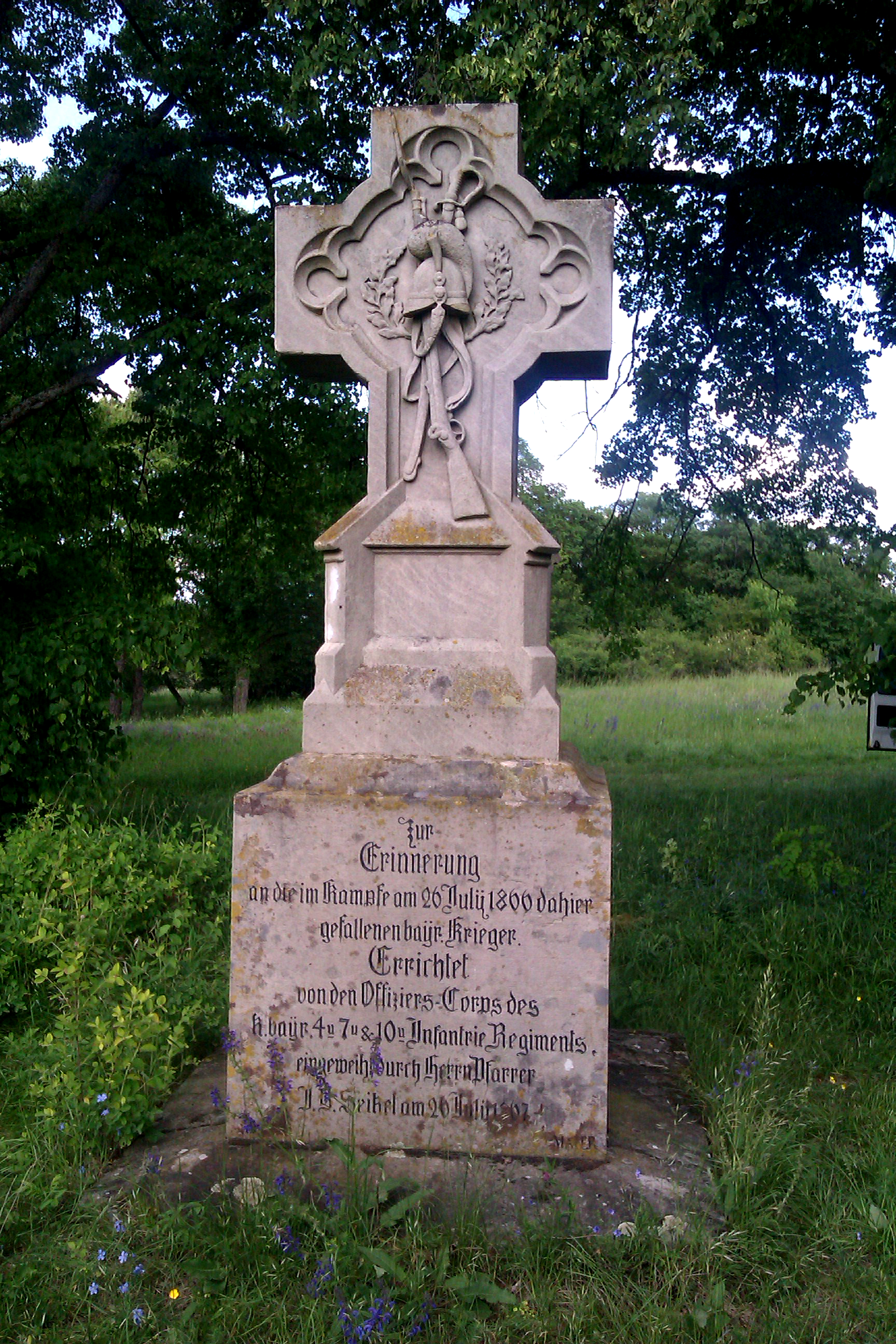
Denkmal für die Gefallenen der bayerischen Infanterie-Regimenter 4, 7 und 10 auf dem Vogelsberg bei Roßbrunn